# Otto Pächt
Otto Pächt (Viena, 7 de septiembre de 1902 - ídem, 17 de abril de 1988) fue un historiador del arte austríaco.
Estudió historia del arte en Viena con Julius von Schlosser. Representante del formalismo, fue miembro de la Escuela de Viena de Historia del Arte. De ascendencia judía, en 1936 emigró a Inglaterra debido a la persecución nazi, enseñando en la universidad de Oxford. Posteriormente enseñó en las universidades de Princeton, Cambridge y Nueva York, retornando en 1963 a la Universidad de Viena. 

## Introducción a su metodología
Otto Pätch reflexiona sobre los desafíos y métodos en el estudio de la historia del arte, particularmente en relación con el análisis y la percepción de las obras. El autor plantea que el éxito de la investigación artística depende tanto de los procesos intelectuales como sensoriales, sugiriendo que la tarea no debe limitarse a un enfoque meramente académico o intelectual, sino también a un proceso empírico que involucra una reflexión crítica sobre el propio papel del observador.
Es importante en este punto una "autorreflexión" sobre los métodos empleados en la práctica histórica, comparando el proceso de investigación con la preparación para un viaje, donde se debe verificar que se está en el "tren correcto" antes de avanzar. Los intentos de renovar la historia del arte como disciplina autónoma son criticados y sugiere que, aunque puede ser enriquecido con aportes de otras disciplinas como la sociología o la psicología, el enfoque histórico debe seguir siendo central para el estudio de las artes plásticas: la historia debe de estar en contacto con la investigación en todo momento. 
Además, las obras de arte, especialmente las de épocas pasadas, pueden ser inicialmente incomprensibles para los observadores modernos, y cómo ese "desencanto" inicial se puede superar a través de una adecuada formación histórica y sensorial. Se menciona el caso de Giraldus Cambrensis, quien, al enfrentarse a una obra medieval, la describió como algo "mágico", destacando la necesidad de aprender a ver el arte de acuerdo con su contexto histórico.
El polifacético Rey de Inglaterra, Giraldus Cambrensis en uno de sus tantos viajes visitó Irlanda en el siglo XII, dada su erudición como historiador, y describe como 'la última Thule del mundo occidental' pensando que los irlandeses eran muy diferentes a los demás europeos y que su cultura era bastante extraña, la veía como una tierra muy lejana y casi desconocida" (Giraldus Cambrensis, Topografía de Irlanda, 1185-1186).
En Kildare, donde se elevaba una de las iglesias más antiguas, vio Giraldus un viejo Evangeliario ricamente decorado, en el que podemos reconocer, por sus acotaciones, un manuscrito pre carolingio (Kiehl's). Tener acceso a dicho manuscrito/reliquia le sorprenderá, «Sobre un libro, escrito de la manera más maravillosa y mágica», tanto que lo interpreta como el dictamen angelical. 
La comprensión plena de una obra de arte puede alcanzarse mediante el análisis histórico, estructural y fenomenológico, aunque también reconoce que la sensibilidad personal del espectador puede desempeñar un papel importante en este proceso. Sin embargo, una ciencia del arte no puede depender exclusivamente de las tendencias artísticas modernas, ya que el conocimiento histórico sigue siendo crucial para interpretar correctamente el arte de épocas pasadas.

## La concepción del tiempo
Muchas veces al encontrarnos con cierta escultura, relieve o talla, nos es imposible desprendernos del conocimiento previo que tenemos, asociando casi de manera instintiva a esa obra un momento histórico determinado. Esto sería caer en un error inminente debido a que en muchos conjuntos escultóricos, las imágenes que aquí se usan, no responden a una situación única y real, sino que más bien juntan elementos de otros momentos o personajes diferentes para mostrar una situación concreta que nada tiene que ver con la realidad que pensamos. 
Esto mismo de lo que hablamos se puede apreciar en el Santo Sepulcro de la catedral de Friburgo, en Brisgovia, donde nuestro primer vistazo nos hace pensar que estamos ante la visitación de las Santas Mujeres al sepulcro de Jesucristo en el momento de su Resurrección, porque además en el frente del sarcófago atisbamos a unos personajes armados yaciendo en el suelo. Pero una atención al detalle más exhaustiva nos hace darnos cuenta de que claramente esto no es así; elementos que no deberían estar, como la misma figura de Jesucristo, pues este no estaría presente según muestra Lucas en su Evangelio (24:1-5) diciendo que dos seres angelicales enseñan que había resucitado. Así mismo, las mujeres se encontrarán con el sepulcro vacío a su llegada. Por otro lado además tenemos la intrusión de un elemento en el pecho del Redentor como es una cavidad en forma de rectángulo que realmente servía para guardar la hostia sagrada, colocada cada Jueves Santo hasta la fiesta de Resurrección. Este receptáculo estaría completo con una tapa de madera que lastimosamente no se conserva. 
Con todo esto sabido, nos es suficiente para darnos cuenta de que la posición de los personajes en una representación no siempre es fiel a un momento clave de un mito o la Historia. El arte medieval utiliza mucho este recurso de aglutinar en un mismo espacio elementos que en un primer instante son contrarios a su propia naturaleza, pero que aun así, trabajan juntos para mostrarnos algo. Las dimensiones del espacio y el tiempo se ven alteradas realizando cosas imposibles haciendo que tengamos que prescindir de lo aprendido, abriendo así la mente.

## La captación de una conformación arquitectónica
Otto defiende que, en lo referente a las obras representativas, solo la correcta captación de las relaciones entre las diferentes partes de un todo hará posible la comprensión del proceso de captación de una estructura formal. Algo que muchas veces en los campos de la escultura o la pintura no es así, dado que es posible no captar la relación entre lo que la obra trata de representar y lo que el ojo humano percibe e interpreta dado que solamente a partir de las percepciones individuales estamos capacitados a aproximarnos a un principio de organización central. 
Otto hace reflexionar entonces sobre ello al tratar de enfocar esta teoría a la arquitectura, la cual califica como obra no representativa. Otto cree que en estos casos solo se debe tratar de determinar el sentido del todo dado que la arquitectura es un arte cuasi-matemático donde la plurisignificación solo es apreciable en lo referente al conjunto arquitectónico en sí. Para ello, Otto expone plantea un análisis técnico sobre la capilla Pazzi de Brunelleschi donde desarticula por secciones los diferentes elementos que conforman al edificio en sí y tras ello, plantea la cuestión de si el espacio en sí es comprensible gracias a la unión de diferentes subespacios o elementos, o si son estos subespacios o elementos consecuencias del conjunto global. Otto refleja entonces que la conformación de la capilla Pazzi adquiere una unidad y una relevancia mayor al estudiarse o apreciarse como un conjunto global y no mediante la observación de los diferentes elementos, pues estos, de forma individual no son capaces de hacer comprendernos ante que nos encontramos más allá de sí mismos, haciendo desaparecer las deficiencias y desacuerdos percibidos mientras creíamos poder comprender el edificio como estructura aditiva.

## Condiciones objetivas de una captación
Otto nos habla de estas condiciones objetivas de la captación a través de la figura de Hans Sedlmayr. Antes de esto, Otto nos menciona que el autor no se limita solamente a un mero procedimiento donde se dan múltiples interpretaciones y resultados, sino que este enfoque artístico nos debe dar diferentes elementos que funcionan en el proceso perceptivo, es decir, que ayude a estimular la maduración del enfoque. Ahora sí, con la imagen de Hans Sedlmayr, intenta describir y aclarar el proceso de penetración en un fenómeno artístico, en otras palabras, aclarar ese proceso donde el objeto artístico, como por ejemplo un elemento arquitectónico, pasa a ser una obra de arte, obteniendo así una serie de percepciones difusas. 
Sedlmayr nos dice que hay que deducir ciertos aspectos de la obra para llevar a cabo este proceso: aspectos fácticos, fundamentados en hechos, que no constituyan a la obra, pues es esta la que debe de ser realizada mediante una visión corporal y psíquica. 
Una obra de arte no puede ser vista de una manera u otra, pues existen condiciones objetivas de captación que deben de ser respetadas si se quiere que la obra muestre su contenido tal y como es ante la persona que la está mirando. Pueden aparecer diversas interpretaciones y ninguna puede convencernos, por lo que debemos tener una posición adecuada mediante la cual se puedan eliminar esas contradicciones. Una que nos puede traer caos y orden a la vez, silencio y ruido…Una posición que nos permita asimilar la actitud original del autor a la hora de realizar la obra y no aquella que el espectador ve. 
Estas condiciones objetivas de captación se refieren, en concreto, a establecer como el objeto debe de ser visto. Un objeto que posee unos patrones propios, algo que no se puede hacer mientras se tenga en mente un orden concreto, es decir, ese canon de la perfección que se tiene siempre en mente cuando te encuentras viendo una obra de arte. 

## La forma visual como signo
Los signos sólo se captan en su totalidad cuando ya se ha comprendido su significado. En muchas ocasiones el significado de estos símbolos está codificado, así pues son llamados convencionales. Este tipo de signos que ya tienen un significado arraigan dentro de las comunidades (otras veces son efímeros) gracias a su forma; esto es importante porque no debería haber vinculación entre un signo y un significado, sin embargo es común debido a la tradición, a la costumbre y a su semejanza con la naturaleza (cuanto más se parezca un signo a la realidad más fácil adoptará un tipo de significado).
Teniendo esto en cuenta, es clave conocer los significados de los símbolos de una determinada época para poder hacer una ciencia del arte completa, esto hace que el espectador actual tenga una vivencia similar a la de las personas que habitaban en la época en la que se desarrolla determinado signo. Esto es muy importante ya que algunos de estos signos hoy en día pueden tener otro significado o ser desconocidos.
Estas son las razones por las que Pätch recurre a la iconografía: gracias a esta se pueden comprender las imágenes y los símbolos ya que tiene la misión de darnos los conocimientos para entender las imágenes del pasado. 

## Función iconográfica
En el sentido iconográfico, vemos un pensamiento más complicado a la hora de analizarlo puesto que, en muchas ocasiones, si no tenemos un  contexto o idea previo a la visualización de la obra, no entenderíamos el tema iconográfico que se representa, dicho en palabras de Panofsky como cita Otto Patch: « seríamos bosquimanos de Australia ».
Esto confiere que, la moderna iconografía tiene un servicio que cumplir, proporcionarnos el conocimiento mediante lo visual de tradiciones diferentes según la situación histórica. La iconografía viene dada por los estudios de fe realizados en la religión cristiana que, a su vez, se basan en textos nos deja claro cómo la escritura está por encima de la imagen. lo que se narra en los evangelios; caso que no ocurre en la mitología ya que, solo se nos narra la acción o mito sin necesidad de tener un personaje que explique que es, sin embargo, como ejemplo tenemos que en algunas representaciones de crucifixión, aparece uno de los apóstoles favorito de Jesús con los evangelios abiertos señalando el acontecimiento que relata la imagen y de la cual, nosotros también somos testigos.

## Función de la comparación
La interpretación de una obra de arte no es un proceso objetivo, sino que está moldeada por las convenciones culturales y los marcos de referencia visual que hemos adquirido a lo largo de nuestra vida. Estas influencias, a menudo inconscientes, determinan cómo percibimos y entendemos las ideas y emociones expresadas en una obra. « La historia del arte proporciona unos lentes a través de los cuales observar y comprender las obras del pasado incluso en el  presente ».
La interpretación de una obra de arte es un proceso tanto subjetivo como objetivo. Las fuentes escritas nos proporcionan datos objetivos sobre el contexto histórico y las intenciones del artista. Sin embargo, nuestra propia experiencia y conocimientos influyen en cómo vemos y entendemos una obra. Al combinar ambos elementos, podemos llegar a una interpretación más equilibrada y enriquecedora.No por ello, es estrictamente fiel el mensaje, « aunque sean auténticamente honestas sus palabras, son indicadores confiables. La meta consciente de un artista, lo que supone su estímulo y lo que efectivamente moviliza su arte, pueden diferir enormemente ».
Las teorías de un artista son indicios que requieren un contexto histórico para su interpretación. Para comprender una obra de arte, debemos aprender a ver el mundo a través de los ojos del artista. Esta conexión personal, facilita comprender el sentir del artista o aproximarnos a ello, lo cual es fundamental. Sin embargo, ¿es la única forma de apreciar el arte? ¿Podemos disfrutar de una obra sin identificarnos completamente con ella?. « Ello no puede ser compulsivo, requiere su tiempo, lo que no significa que haya que esperar pasivamente hasta que venga la iluminación. Se pueden desarrollar procedimientos de investigación que estimulen el proceso de maduración, que lo aceleren ». 
La comparación se convierte en una herramienta fundamental dentro de la investigación, ya que nos permite identificar patrones y establecer relaciones entre diferentes fenómenos, bien sea, épocas, culturas, artistas… Tal que así, un análisis crítico efectivo no solo identifica las cualidades de una obra, facilitando sus rasgos de singularidad llegando a diferenciarla de otras incluso atribuirle  su autoría.

## Obras
- Methodisches zur kunsthistorischen Praxis, Múnich (1977).
- Buchmalerei des Mittelalters, Múnich (1984).

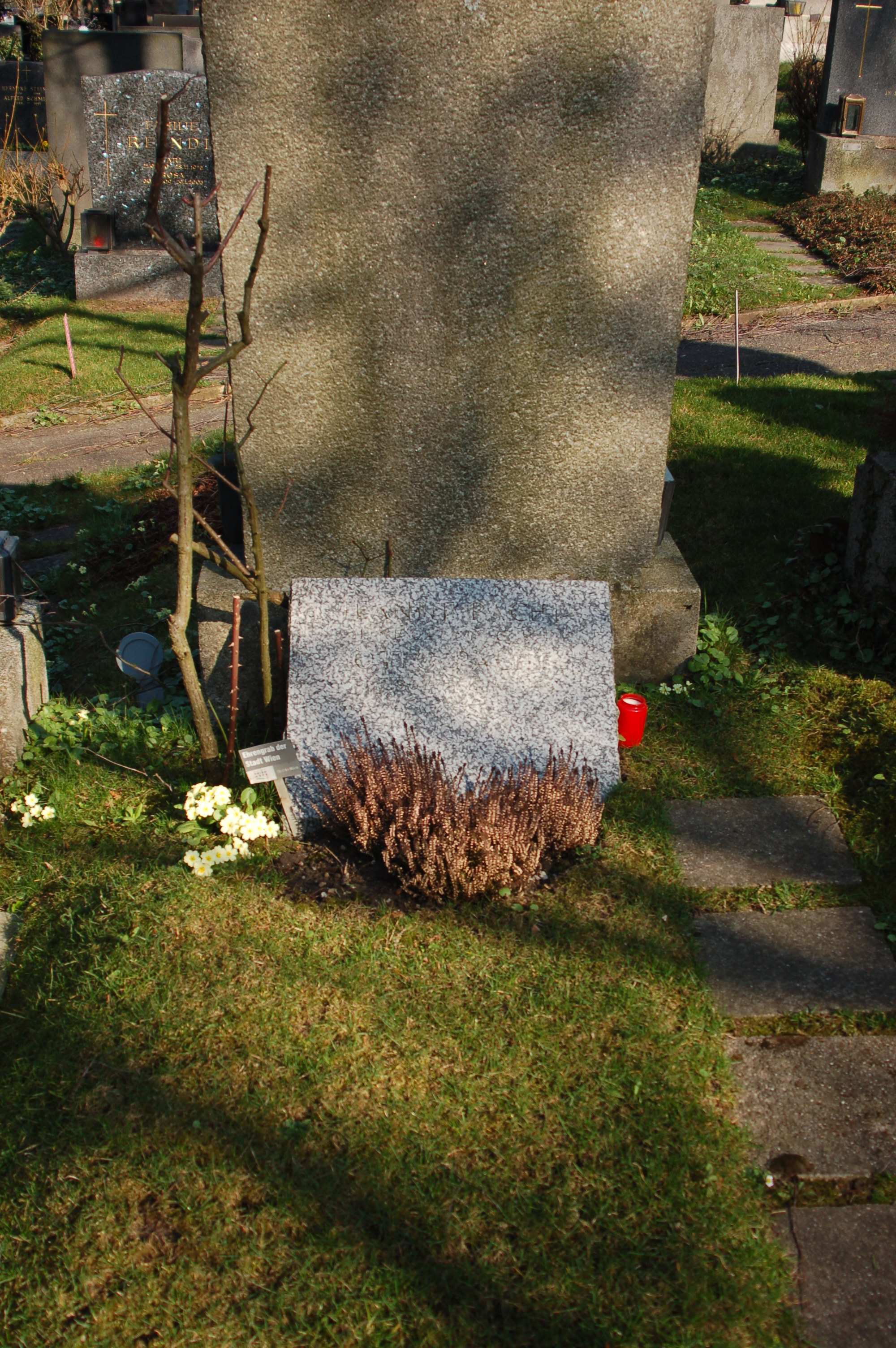
Otto Pächt

- Van Eyck, Múnich (1989).
- Rembrandt, Múnich (1991).

- Datos: Q79008